# Adrien Silva
Adrien Sébastien Perruchet da Silva, noto semplicemente come Adrien Silva (Angoulême, 15 marzo 1989), è un calciatore francese naturalizzato portoghese, centrocampista dello United FC. Con la nazionale portoghese è stato campione d'Europa nel 2016.

## Caratteristiche tecniche
Adrien Silva è un centrocampista offensivo, dotato di buona tecnica individuale.

## Carriera

### Club

#### Gli inizi, Sporting Lisbona
Cresciuto nel vivaio dello Sporting Lisbona, Silva ha debuttato in prima squadra il 17 agosto 2007 a Lisbona contro l'Académica (4-1). Ha esordito in Champions League il 12 dicembre 2007 sempre allo Stadio José Alvalade contro la Dinamo Kiev nell'ultima partita della fase a gironi (3-0) e in Coppa UEFA il 6 marzo 2008 al Reebok Stadium contro il Bolton (1-1). Durante la stagione 2007/08 ha disputato complessivamente 10 partite con i lusitani, 7 in campionato, 1 in Champions League e 2 in Coppa UEFA, vincendo la Supercoppa e la Coppa di Portogallo.
Il 29 giugno 2010 viene ufficializzato il suo ingaggio, in prestito, da parte del Maccabi Haifa.
Nel gennaio 2011 ritorna in patria, trasferendosi in prestito all'Académica de Coimbra. Dopo una stagione e mezzo con gli Estudantes, culminata con la vittoria della Coppa di Portogallo, nel 2012 torna a vestire la maglia dello Sporting.

#### Leicester City e Monaco
Il 31 agosto 2017 lo Sporting Lisbona trova un accordo per la sua cessione al Leicester City ma il trasferimento viene completato con 14 secondi di ritardo rispetto al termine di chiusura della sessione di mercato; nonostante gli inglesi abbiano cercato di convincere la federazione internazionale ad autorizzare ugualmente il trasferimento, il giocatore viene registrato solo il 1º gennaio 2018. Lo stesso giorno fa il suo esordio con gli inglesi, subentrando nella gara di Premier League contro l'Huddersfield Town.
Trovando poco spazio con la maglia del Leicester City, il 31 gennaio 2019 si trasferisce al Monaco, in uno scambio di prestito con Youri Tielemans. Rimasto con il club biancorosso anche nella stagione successiva, il 24 giugno 2020 la società monegasca comunica il mancato acquisto del portoghese, che fa così ritorno ai Foxes.

#### Sampdoria e Al-Wahda
Il 3 ottobre 2020 il Leicester City lo cede a titolo definitivo alla Sampdoria, con il quale firma un contratto fino al 30 giugno 2022. L'esordio con i blucerchiati, nonché nella massima serie, avviene il 17 ottobre, rilevando Albin Ekdal, nella partita contro la Lazio, vinta per 3-0. Segna la sua prima rete con i blucerchiati il 2 maggio 2021 nel successo per 2-0 contro la Roma.
Il 3 gennaio 2022 risolve il contratto con la società genovese; il giorno seguente viene ingaggiato dal club emiratino dell'Al-Wahda. Al termine della stagione 2022-2023, dopo 46 presenze e 8 reti, rimane svincolato.

#### Rio Ave
Il 31 gennaio 2024 torna in Portogallo, firmando per il Rio Ave.

### Nazionale
Dopo aver rappresentato il Portogallo a quasi tutti i livelli giovanili, il 18 novembre 2014 debutta con la nazionale maggiore in un'amichevole contro l'Argentina.
Viene convocato per gli Europei 2016 in Francia. Il 10 luglio si laurea campione d'Europa dopo la vittoria in finale sulla Francia padrona di casa per 1-0, ottenuta grazie al goal decisivo di Éder durante i tempi supplementari.
Viene convocato per la Confederation Cup 2017 in Russia mettendo a segno il rigore decisivo nella finale per il terzo posto contro il Messico.

## Statistiche

### Presenze e reti nei club
Statistiche aggiornate al 10 dicembre 2024.
| Stagione                | Squadra                 | Campionato              | Campionato | Campionato | Coppe nazionali | Coppe nazionali | Coppe nazionali | Coppe continentali | Coppe continentali | Coppe continentali | Altre coppe | Altre coppe | Altre coppe | Totale | Totale |
| Stagione                | Squadra                 | Comp                    | Pres       | Reti       | Comp            | Pres            | Reti            | Comp               | Pres               | Reti               | Comp        | Pres        | Reti        | Pres   | Reti   |
| ----------------------- | ----------------------- | ----------------------- | ---------- | ---------- | --------------- | --------------- | --------------- | ------------------ | ------------------ | ------------------ | ----------- | ----------- | ----------- | ------ | ------ |
| 2007-2008               | Sporting Lisbona        | PL                      | 6          | 0          | TdP+TdL         | 3+2             | 0               | UCL+CU             | 1+2                | 0                  | SP          | 0           | 0           | 14     | 0      |
| 2008-2009               | Sporting Lisbona        | PL                      | 13         | 0          | TdP+TdL         | 0+4             | 0               | UCL                | 2                  | 0                  | SP          | 0           | 0           | 19     | 0      |
| 2009-2010               | Sporting Lisbona        | PL                      | 13         | 0          | TdP+TdL         | 3+4             | 0               | UCL+UEL            | 0+4                | 0+1                | -           | -           | -           | 24     | 1      |
| lug.- dic.2010          | Maccabi Tel Aviv        | LA                      | 6          | 0          | GHM             | 6               | 0               | EL                 | 2                  | 0                  | -           | -           | -           | 14     | 0      |
| gen.- giu.2011          | Académica               | PL                      | 6          | 1          | TdP+TdL         | 2+0             | 0               | -                  | -                  | -                  | -           | -           | -           | 8      | 1      |
| 2011-2012               | Académica               | PL                      | 28         | 4          | TdP+TdL         | 7+2             | 3+1             | -                  | -                  | -                  | -           | -           | -           | 37     | 8      |
| Totale Académica        | Totale Académica        | Totale Académica        | 34         | 5          |                 | 11              | 4               |                    | -                  | -                  |             | -           | -           | 45     | 9      |
| 2012-2013               | Sporting Lisbona        | PL                      | 19         | 3          | TdP+TdL         | 1+2             | 0               | UEL                | 4                  | 0                  | -           | -           | -           | 26     | 3      |
| 2013-2014               | Sporting Lisbona        | PL                      | 28         | 8          | TdP+TdL         | 2+3             | 0+1             | -                  | -                  | -                  | -           | -           | -           | 33     | 9      |
| 2014-2015               | Sporting Lisbona        | PL                      | 30         | 8          | TdP+TdL         | 4+0             | 0               | UCL+UEL            | 6+2                | 2+0                | -           | -           | -           | 42     | 10     |
| 2015-2016               | Sporting Lisbona        | PL                      | 29         | 8          | TdP+TdL         | 2+1             | 1+0             | UCL+UEL            | 2+6                | 0                  | SP          | 1           | 0           | 41     | 9      |
| 2016-2017               | Sporting Lisbona        | PL                      | 27         | 4          | TdP+TdL         | 3+1             | 1+0             | UCL                | 5                  | 1                  | -           | -           | -           | 36     | 6      |
| ago. 2017               | Sporting Lisbona        | PL                      | 3          | 1          | TdP+TdL         | 0               | 0               | UCL                | 2                  | 0                  | -           | -           | -           | 5      | 1      |
| Totale Sporting Lisbona | Totale Sporting Lisbona | Totale Sporting Lisbona | 168        | 32         |                 | 35              | 3               |                    | 36                 | 4                  |             | 1           | 0           | 240    | 39     |
| 2017-2018               | Leicester City          | PL                      | 12         | 0          | FACup+CdL       | 4+0             | 0               | -                  | -                  | -                  | -           | -           | -           | 16     | 0      |
| 2018-gen. 2019          | Leicester City          | PL                      | 2          | 0          | FACup+CdL       | 0+3             | 0               | -                  | -                  | -                  | -           | -           | -           | 5      | 0      |
| Totale Leicester City   | Totale Leicester City   | Totale Leicester City   | 14         | 0          |                 | 7               | 0               |                    | -                  | -                  |             | -           | -           | 21     | 0      |
| gen.-giu. 2019          | Monaco                  | L1                      | 15         | 0          | CF+CdL          | 0               | 0               | UCL                | 0                  | 0                  | SF          | 0           | 0           | 15     | 0      |
| 2019-2020               | Monaco                  | L1                      | 22         | 0          | CF+CdL          | 2+1             | 0               | -                  | -                  | -                  | -           | -           | -           | 25     | 0      |
| Totale Monaco           | Totale Monaco           | Totale Monaco           | 37         | 0          |                 | 3               | 0               |                    | 0                  | 0                  |             | 0           | 0           | 40     | 0      |
| 2020-2021               | Sampdoria               | A                       | 24         | 1          | CI              | 2               | 0               |                    | -                  | -                  |             | -           | -           | 26     | 1      |
| 2021-gen. 2022          | Sampdoria               | A                       | 17         | 0          | CI              | 1               | 0               | -                  | -                  | -                  | -           | -           | -           | 18     | 0      |
| Totale Sampdoria        | Totale Sampdoria        | Totale Sampdoria        | 41         | 1          |                 | 3               | 0               |                    | 0                  | 0                  |             | -           | -           | 44     | 1      |
| gen.-giu. 2022          | Al-Wahda                | UAEPL                   | 13         | 3          | PC              | 4               | 1               | -                  | -                  | -                  | -           | -           | -           | 17     | 4      |
| 2022-2023               | Al-Wahda                | UAEPL                   | 25         | 4          | PC+CdL          | 1+3             | 0+0             | -                  | -                  | -                  | -           | -           | -           | 29     | 4      |
| Totale Al Wahda         | Totale Al Wahda         | Totale Al Wahda         | 38         | 7          |                 | 8               | 1               |                    | -                  | -                  |             | -           | -           | 46     | 8      |
| gen.-giu. 2024          | Rio Ave                 | PL                      | 10         | 0          | CP+CdL          | 0+0             | 0+0             |                    | -                  | -                  |             | -           | -           | 10     | 0      |
| 2024-2025               | United FC               | UAE1D                   | 7          | 0          | PC              | 0               | 0               | -                  | -                  | -                  | -           | -           | -           | 7      | 0      |
| Totale carriera         | Totale carriera         | Totale carriera         | 355        | 45         |                 | 73              | 8               |                    | 38                 | 4                  |             | 1           | 0           | 46     | 57     |

### Cronologia presenze e reti in nazionale
| Cronologia completa delle presenze e delle reti in nazionale ― Portogallo | Cronologia completa delle presenze e delle reti in nazionale ― Portogallo | Cronologia completa delle presenze e delle reti in nazionale ― Portogallo | Cronologia completa delle presenze e delle reti in nazionale ― Portogallo | Cronologia completa delle presenze e delle reti in nazionale ― Portogallo | Cronologia completa delle presenze e delle reti in nazionale ― Portogallo | Cronologia completa delle presenze e delle reti in nazionale ― Portogallo | Cronologia completa delle presenze e delle reti in nazionale ― Portogallo |
| Data                                                                      | Città                                                                     | In casa                                                                   | Risultato                                                                 | Ospiti                                                                    | Competizione                                                              | Reti                                                                      | Note                                                                      |
| ------------------------------------------------------------------------- | ------------------------------------------------------------------------- | ------------------------------------------------------------------------- | ------------------------------------------------------------------------- | ------------------------------------------------------------------------- | ------------------------------------------------------------------------- | ------------------------------------------------------------------------- | ------------------------------------------------------------------------- |
| 18-11-2014                                                                | Manchester                                                                | Argentina                                                                 | 0 – 1                                                                     | Portogallo                                                                | Amichevole                                                                | -                                                                         | 66’                                                                       |
| 31-3-2015                                                                 | Estoril                                                                   | Portogallo                                                                | 0 – 2                                                                     | Capo Verde                                                                | Amichevole                                                                | -                                                                         | 65’                                                                       |
| 13-6-2015                                                                 | Erevan                                                                    | Armenia                                                                   | 2 – 3                                                                     | Portogallo                                                                | Qual. Euro 2016                                                           | -                                                                         | 72’                                                                       |
| 16-6-2015                                                                 | Ginevra                                                                   | Italia                                                                    | 0 – 1                                                                     | Portogallo                                                                | Amichevole                                                                | -                                                                         | 46’ - 73’                                                                 |
| 4-9-2015                                                                  | Lisbona                                                                   | Portogallo                                                                | 0 – 1                                                                     | Francia                                                                   | Amichevole                                                                | -                                                                         | 61’                                                                       |
| 25-3-2016                                                                 | Leiria                                                                    | Portogallo                                                                | 0 – 1                                                                     | Bulgaria                                                                  | Amichevole                                                                | -                                                                         | 65’                                                                       |
| 29-3-2016                                                                 | Leiria                                                                    | Portogallo                                                                | 2 – 1                                                                     | Belgio                                                                    | Amichevole                                                                | -                                                                         | 46’                                                                       |
| 29-5-2016                                                                 | Porto                                                                     | Portogallo                                                                | 3 – 0                                                                     | Norvegia                                                                  | Amichevole                                                                | -                                                                         | 55’                                                                       |
| 2-6-2016                                                                  | Londra                                                                    | Inghilterra                                                               | 1 – 0                                                                     | Portogallo                                                                | Amichevole                                                                | -                                                                         | 72’                                                                       |
| 25-6-2016                                                                 | Lens                                                                      | Croazia                                                                   | 0 – 1 dts                                                                 | Portogallo                                                                | Euro 2016 - Ottavi di finale                                              | -                                                                         | 108’                                                                      |
| 30-6-2016                                                                 | Marsiglia                                                                 | Polonia                                                                   | 1 – 1 dts (3 – 5 dtr)                                                     | Portogallo                                                                | Euro 2016 - Quarti di finale                                              | -                                                                         | 70’ 73’                                                                   |
| 6-7-2016                                                                  | Lione                                                                     | Portogallo                                                                | 2 – 0                                                                     | Galles                                                                    | Euro 2016 - Semifinale                                                    | -                                                                         | 79’                                                                       |
| 10-7-2016                                                                 | Saint-Denis                                                               | Portogallo                                                                | 1 – 0 dts                                                                 | Francia                                                                   | Euro 2016 - Finale                                                        | -                                                                         | 66’                                                                       |
| 1-9-2016                                                                  | Porto                                                                     | Portogallo                                                                | 5 – 0                                                                     | Gibilterra                                                                | Amichevole                                                                | -                                                                         | 46’                                                                       |
| 6-9-2016                                                                  | Basilea                                                                   | Svizzera                                                                  | 2 – 0                                                                     | Portogallo                                                                | Qual. Mondiali 2018                                                       | -                                                                         |                                                                           |
| 3-6-2017                                                                  | Estoril                                                                   | Portogallo                                                                | 4 – 0                                                                     | Cipro                                                                     | Amichevole                                                                | -                                                                         | 46’                                                                       |
| 18-6-2017                                                                 | Kazan'                                                                    | Portogallo                                                                | 2 – 2                                                                     | Messico                                                                   | Conf. Cup 2017 - 1º turno                                                 | -                                                                         | 68’ 58’                                                                   |
| 21-6-2017                                                                 | Mosca                                                                     | Russia                                                                    | 0 – 1                                                                     | Portogallo                                                                | Conf. Cup 2017 - 1º turno                                                 | -                                                                         | 82’                                                                       |
| 28-6-2017                                                                 | Kazan'                                                                    | Portogallo                                                                | 0 – 0 dts (0 – 3 dtr)                                                     | Cile                                                                      | Conf. Cup 2017 - Semifinale                                               | -                                                                         |                                                                           |
| 2-7-2017                                                                  | Mosca                                                                     | Portogallo                                                                | 2 – 1 dts                                                                 | Messico                                                                   | Conf. Cup 2017 - Finale 3º posto                                          | 1                                                                         | 82’                                                                       |
| 26-3-2018                                                                 | Ginevra                                                                   | Portogallo                                                                | 0 – 3                                                                     | Paesi Bassi                                                               | Amichevole                                                                | -                                                                         | 46’                                                                       |
| 28-5-2018                                                                 | Braga                                                                     | Portogallo                                                                | 2 – 2                                                                     | Tunisia                                                                   | Amichevole                                                                | -                                                                         | 63’                                                                       |
| 7-6-2018                                                                  | Lisbona                                                                   | Portogallo                                                                | 3 – 0                                                                     | Algeria                                                                   | Amichevole                                                                | -                                                                         | 65’                                                                       |
| 20-6-2018                                                                 | Mosca                                                                     | Portogallo                                                                | 1 – 0                                                                     | Marocco                                                                   | Mondiali 2018 - 1º turno                                                  | -                                                                         | 89’ 90+2’                                                                 |
| 25-6-2018                                                                 | Saransk                                                                   | Iran                                                                      | 1 – 1                                                                     | Portogallo                                                                | Mondiali 2018 - 1º turno                                                  | -                                                                         |                                                                           |
| 30-6-2018                                                                 | Soči                                                                      | Uruguay                                                                   | 2 – 1                                                                     | Portogallo                                                                | Mondiali 2018 - Ottavi di finale                                          | -                                                                         | 65’                                                                       |
| Totale                                                                    |                                                                           | Presenze                                                                  | 26                                                                        |                                                                           | Reti                                                                      | 1                                                                         |                                                                           |

## Palmarès

### Club
- Supercoppa di Portogallo: 3

Sporting Lisbona: 2007, 2008, 2015
- Coppa del Portogallo: 3

Sporting Lisbona: 2007-2008, 2014-2015
Académica: 2011-2012

### Nazionale
- Campionato d'Europa: 1

Francia 2016